# Lupa Roma F.C.
Lupa Roma FC, trước đây gọi là Lupa Frascati, là một câu lạc bộ bóng đá chuyên nghiệp của Ý đến từ Rome, trong X Municipio. Câu lạc bộ trước đây có trụ sở tại Frascati và Tivoli.

## Đội tiền nhiệm
Società Sportiva LVPA Frascati (viết tắt của Ludentes Vivendi Perdiscimus Artem) là một câu lạc bộ bóng đá được thành lập vào năm 1974.     Câu lạc bộ sau đó trở thành AC Lupa Frascati.
Năm 2002, AC Lupa Frascati sáp nhập với AS Frascati GIOC với tên ASD Frascati Lupa GIOC. Câu lạc bộ giành Eccellenza Lazio vào năm 2003 và thăng hạng 2003–04 Serie D. Tuy nhiên, câu lạc bộ đã xuống hạng vào giữa năm 2004.
Câu lạc bộ đó đã được gấp lại vào năm 2004 bằng cách bán danh hiệu thể thao của mình và trở thành USD Tor di Quinto, một tên gọi của Tor di Quinto  khu vực của Rome. Câu lạc bộ đó đã có số đăng ký 651.135. Đồng thời, một tên của Frascati được thành lập tại Serie D, sử dụng danh hiệu thể thao của Cisco Calcio Roma. Việc hoán đổi danh hiệu thể thao có hiệu quả khiến Lupa Frascati (hay Frascati Lupa) "ở lại" tại Serie D.

## Lịch sử

### ASD Lupa Frascati
Vào năm 2004 do sự hợp nhất của Cisco Calcio Roma và AS Lodigiani với tư cách là AS Cisco Lodigiani, một suất ở Serie D đã bị bỏ trống. Đội đã được bán và trở thành ASD Frascati Calcio, một câu lạc bộ thay thế của ASD Frascati Lupa GIOC Câu lạc bộ có số đăng ký 651.284. ASD Lupa Frascati đã thêm lại tiền tố Lupa chính thức vào năm 2006, cũng như bỏ đi hậu tố calcio (có nghĩa là bóng đá) trong cùng một quy trình.
Trong mùa giải 2008-09, đội bóng đã xuống hạng từ Serie D sang Eccellenza Lazio.
2011–12 Eccellenza  đội được thăng hạng từ Eccellenza Lazio nhóm B  lên Serie D sau khi giành chiến thắng trong trận play-off thăng hạng liên khu vực.
Câu lạc bộ đã đổi tên và trụ sở từ Frascati đến Rome vào năm 2013. Vào năm 2015, một câu lạc bộ nhỏ từ Frascati đã đổi tên thành một tên gọi khác là Lupa Frascati.

### Lupa Roma
Trong mùa giải 2013-14, câu lạc bộ chuyển đến quận Axa của Rome  
đổi tên thành ASD Lupa Roma, và chơi các trận đấu trên sân nhà ở Stadio Pietro Desideri của Fiumicino gần đó. 
Trong mùa giải tiếp theo, đội đã được thăng hạng lên Lega Pro với tư cách là nhà vô địch bảng G, đổi tên một lần nữa thành Lupa Roma FC như một dấu hiệu trở lại giải đấu chuyên nghiệp sau khi vắng mặt 34 mùa.   Đội cũng phải chuyển nhà ở Aprilia do sân Fiumicino không phù hợp cho các trận đấu chuyên nghiệp, và ngay lập tức thiếu một địa điểm có sẵn ở Rome.    
Trong mùa giải 2016-17, câu lạc bộ đã chuyển đến Stadio Olindo Galli của Tivoli. Địa chỉ pháp lý của câu lạc bộ cũng chuyển đến cùng một đô thị của Greater Rome. Mùa giải 2017-18, ở Serie D, chuyển đến Stadio Francesca Gianni của Roma và năm 2018-19 chuyển đến Stadio Montefiore của Rocca Priora.     

## Màu sắc và huy hiệu
Màu sắc của nó là vàng đỏ, xanh nhạt và trắng.

## Tên gọi
Vào năm 2015, một câu lạc bộ nhỏ ở Frascati, ASD Frascati, đã được đổi tên thành ASD Lupa Frascati. Số đăng ký của câu lạc bộ đó là 921.320. Năm 2016, câu lạc bộ đó sáp nhập với ASDGIOC Cocciano Frascati và trở thành ASD Frascati Calcio. Đội đã được đổi tên thành Lupa Frascati ASD một lần nữa vào năm 2018. Số đăng ký mới của câu lạc bộ đó là 945.129. Kể từ mùa giải 2018, câu lạc bộ đó đã tham gia Promozione Lazio Group C. Có thông tin rằng câu lạc bộ được chủ trì bởi Remo Buccella, một người quản lý của Lupa Frascati "nguyên bản" vào những năm 2000.
Vào năm 2013, một câu lạc bộ khác, ASD Lupa Castelli Romani được thành lập tại Frascati, bằng việc di dời ASD Real TBM Zagarolo. Tuy nhiên, câu lạc bộ đó đã được đổi tên thành SS Racing Club Roma vào năm 2016.
Từ năm 2011 đến 2013, một câu lạc bộ bóng đá từ Monterotondo, được gọi là Pol. Monterotondo Lupa.
Vào năm 2013, một câu lạc bộ khác, ASD Lupa Castelli Romani được thành lập ở Frascati, bằng việc chuyển ASD Real TBM Zagarolo từ Zagarolo .  Tuy nhiên, câu lạc bộ đó đã được đổi tên thành SS Racing Club Roma vào năm 2016.
Năm 2015, một câu lạc bộ nhỏ ở Frascati, ASD Frascati, được đổi tên thành ASD Lupa Frascati.  Số đăng ký của câu lạc bộ đó là 921.320.  Năm 2016, câu lạc bộ đó sáp nhập với ASDGIOC Cocciano Frascati và trở thành ASD Frascati Calcio.  Nó được đổi tên thành Lupa Frascati ASD một lần nữa vào năm 2018.  Số đăng ký mới của câu lạc bộ đó là 945.129.  Kể từ mùa giải 2019–20, câu lạc bộ đó đã tham gia Promozione Lazio Group D.  Có thông tin cho rằng câu lạc bộ được chủ trì bởi Remo Buccella, người quản lý của Lupa Frascati "gốc" vào những năm 2000.  Câu lạc bộ đã được thăng hạng lênEccellenza Lazio vào năm 2021.